# Bois-d'Arcy, Yvelines
Bois-d'Arcy är en kommun i departementet Yvelines i regionen Île-de-France i norra Frankrike. Kommunen ligger i kantonen Saint-Cyr-l'École som tillhör arrondissementet Versailles. År 2022 hade Bois-d'Arcy 16 225 invånare.

## Befolkningsutveckling
Antalet invånare i kommunen Bois-d'Arcy
| Referens: INSEE |